# Šípatkovec
Šípatkovec (Echinodorus) je rod jednoděložných rostlin z čeledi žabníkovitých. Jedná se o vodní a vlhkomilné, převážně tropické a subtropické, rostliny Ameriky vyskytující se od USA po Argentinu. Řada druhů, kříženců a kultivarů se pěstuje v akváriích, některé z nich patří mezi nejoblíbenější akvarijní rostliny vůbec. Někteří autoři z rodu Echinodorus vyčleňují jako samostatné rody Albidella a Helanthium.

## Zástupci

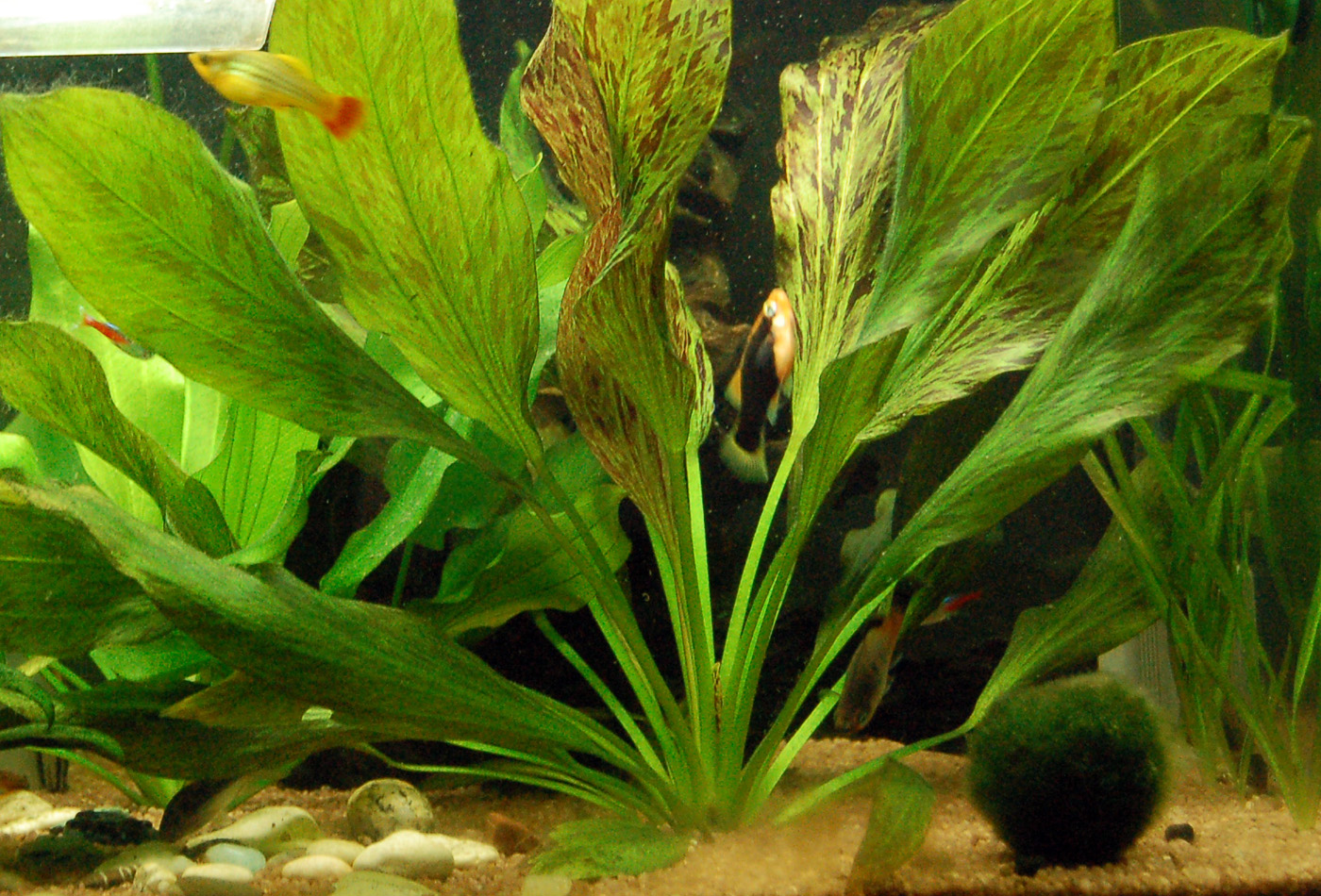
Šípatkovec v akváriu, kultivar 'Ozelot'

Počet platných druhů je předmětem sporů a pohybuje se od necelých třiceti po více než šedesát. Roku 1975 uveřejnil český odborník na akvarijní rostliny Karel Rataj revizi rodu Echinodorus zahrnující 47 druhů, z toho 19 popsaných samotným Ratajem. Později Rataj popsal několik dalších druhů, mimo jiné i kontroverzní Echinodorus africanus RATAJ (1981), údajně pocházející z afrického Kamerunu (tedy zcela mimo dosud známý areál rodu). Ratajovy popisy však byly často založeny na rostlinách neznámého původu, navíc mnohdy sterilních. Pro tyto a další chyby se Ratajova revize stala předmětem odborné kritiky.
V roce 1994 vydali Američané Haynes a Holm-Nielsen novou revizi, uznávající jen 26 druhů, z toho pouze tři popsané Ratajem. Spolu s novým druhem popsaným roku 2000 Kasselmannovou, je druhů podle této revize 27:
- Echinodorus nymphaeifolius (Grisebach) Buchenau 1882
- Echinodorus tenellus (Martius) Buchenau 1868 – šípatkovec jemný
- Echinodorus bolivianus (Rusby) Holm - Nielsen 1979
- Echinodorus uruguayensis Arechavaleta 1903 – šípatkovec uruguayský
- Echinodorus eglandulosus Holm-Nielsen & Haynes 1985
- Echinodorus grisebachii Small 1909
- Echinodorus martii Micheli 1881 – šípatkovec velký
- Echinodorus glandulosus Rataj 1969
- Echinodorus reticulatus Haynes & Holm-Nielsen 1986
- Echinodorus longipetalus Micheli 1881
- Echinodorus horizontalis Rataj 1969 – šípatkovec horizontální
- Echinodorus tunicatus Small 1909
- Echinodorus subalatus (Martius) Grisebach 1866
- Echinodorus berteroi (Sprengel) Fassett 1955
- Echinodorus cordifolius (Linnaeus) Grisebach 1857 – šípatkovec srdcolistý
- Echinodorus grandiflorus (Chamisso & Schlechtendal) – šípatkovec velkokvětý
- Echinodorus bracteatus Micheli 1881
- Echinodorus palaefolius (Nees & Martius) – šípatkovec lžícovitý
- Echinodorus pubescens (Martius) Seubert 1873
- Echinodorus macrophyllus (Kunth) Micheli 1881 – šípatkovec velkolistý
- Echinodorus trialatus Fassett 1955
- Echinodorus paniculatus Micheli 1881
- Echinodorus lanceolatus Rataj 1968
- Echinodorus aschersonianus Graebner 1911 – šípatkovec Aschersonův
- Echinodorus teretoscapus Haynes & Holm-Nielsen
- Echinodorus virgatus (Hooker & Arnott) Micheli 1881
- Echinodorus decumbens Kasselmann 1999 – šípatkovec poléhavý

I tato nová revize se však stala předmětem kritiky, protože autoři vycházeli především z herbářového materiálu, nikoliv z živých rostlin. Většina rostlin na akvaristickém trhu se navíc prodává pod Ratajovými jmény. Roku 2004 vydal Rataj novou revizi, která obnovuje většinu druhů zneplatněných Haynesem a Holm-Nielsenem a zahrnuje celkem 62 druhů. Revize však opakuje chyby staré revize z roku 1975 (především popis neplodících rostlin nejasného původu).

## RodEchinodorusdle Lehtonena
| - Echinodorus berteroi - Echinodorus horizontalis - Echinodorus tunicatus - Echinodorus longipetalus - Echinodorus subalatus - Echinodorus palaefolius - Echinodorus pubescens |  | - Echinodorus major - Echinodorus grisebachii - Echinodorus emersus - Echinodorus scaber - Echinodorus trialatus - Echinodorus bracteatus - Echinodorus macrophyllus |  | - Echinodorus cylindricus - Echinodorus glaucus - Echinodorus paniculatus - Echinodorus uruguayensis - Echinodorus reptilis - Echinodorus cordifolius - Echinodorus floribundus |  | - Echinodorus longiscapus - Echinodorus grandiflorus - Echinodorus decumberns - Echinodorus impai - Echinodorus heikobleheri - Echinodorus lanceolatus - Echinodorus glandulosus |

## Africké šípatkovce
Dobře známý a potvrzený výskyt šípatkovců je omezen na americký kontinent. Karel Rataj ovšem mimo jiné popsal i tři druhy údajně pocházející z Afriky. Pozdější autoři však africký původ těchto šípatkovců považují za pochybný či vyvrácený.
První a nejznámější z Ratajem popsaných afrických šípatkovců je Echinodorus africanus, který údajně v Kamerunu nasbíral a do Evropy dovezl Eduard Pürzl. Christel Kasselmannová se roku 1984 v Kamerunu pokoušela šípatkovce najít, nalezla ale žabníkovité rostliny odpovídající sice Pürzlovým fotografiím, nikoliv však již Ratajovu popisu. Nalezené rostliny byly později určeny jako Limnophyton fluitans. Fotografie publikovaná Ratajem pod jménem Echinodorus africanus v jeho pozdějších publikacích včetně revize z roku 2004 je identická s fotografiemi, které Rataj publikoval již dříve jako Echinodorus horemanii. Haynes a Holm-Nielsen i Lehtonen uvádí Echinodorus africanus jako nomen dubium. Rostliny obvykle pěstované a prodávané pod tímto jménem jsou blízce příbuzné s jihoamerickým Echinodorus uruguayensis.
Další dva údajné africké druhy jsou Echinodorus veronikae a Echinodorus viridis.